# Organisation des Nations unies pour le développement industriel
L'Organisation des Nations unies pour le développement industriel (ONUDI) est une agence spécialisée de l'ONU dont la mission est d'aider au développement industriel de ses pays membres ainsi que de conseiller et accompagner les pays en voie de développement dans l'élaboration de politiques industrielles, la création de nouvelles industries ou l'amélioration d'industries existantes.
L'ONUDI est créée à Vienne (Autriche) en 1966 et devient une agence spécialisée de l'ONU en 1985.

## Historique
Créée par une résolution de 1966 de l’assemblée générale en tant qu'organe subsidiaire, l'ONUDI est devenue, depuis le 1er janvier 1986, une institution spécialisée du système des Nations unies.

## Objectifs
L'ONUDI a pour objectifs de promouvoir et accélérer le développement industriel dans les pays en développement.

## Composition
L'ONUDI comptait en avril 2019 170 États membres, depuis l'adhésion du Monténégro, le 22 novembre 2006, compte tenu du retrait du Canada (1993), des États-Unis (1996), du Royaume-Uni et de l'Australie (1997), de la Nouvelle-Zélande (2013) ainsi que de la France et du Portugal (2014),.
C'est pour des raisons d’économies budgétaires que la France a décidé de se retirer de l'ONUDI. Par décret no 2014-1409 du 26 novembre 2014 paru au Journal Officiel du 28 novembre 2014, la France a publié la lettre de dénonciation de l'acte constitutif de l'ONUDI. Le retrait de la France a été effectif au 31 décembre 2014, la France s'acquittant de ses obligations financières jusqu'au 31 décembre 2014.

## Fonctionnement
La conférence générale, composée de tous les États membres, se réunit tous les 2 ans en session ordinaire. Le conseil du développement industriel comprend 53 membres, élus pour 4 ans par la conférence. Le directeur général est nommé par la conférence générale pour un mandat de 4 ans. Ses effectifs sont de 700 personnes.

## Financement
En 2012, selon le rapport d’activité de l’ONUDI, les dépenses des programmes de coopération technique se sont élevées à 189 millions, celles attachées au siège à 77 millions de dollars. Le financement provient de contributions obligatoires des membres   et de contributions volontaires aux projets. En 2013, les premiers contributeurs à ces projets ont été le Japon (16,7 millions de dollars), l’Union européenne (13,9 millions) et la Suisse (11,5 millions); la France a contribué dans ce cadre pour 1,5 million de dollars.